# Ангелът на Аурора
Ангелът на Аурора (на испански: El ángel de Aurora) е мексиканска теленовела, режисирана от Аурелио Авила, Луис Велес и Сандра Шифнер и продуцирана от Рой Нелсън Рохас Варгас за ТелевисаУнивисион през 2024 г. Версията, написана от Хайме Сиера и Елена Агилера, е вдъхновена от мексиканската теленовела Момиченце от 1986 г., създадена от Рикардо Рентерия.
В главните роли са Наталия Есперон, Хорхе Салинас, Паулина Матос и Мойсес Пенялоса, а в отрицателните са Рафаел Новоа, Марисол дел Олмо и Хуан Пабло Минор. Специално участие вземат първите актьори Габриела Риверо, Роберто Бландон, Нубия Марти, Педро Сикард, Леонардо Даниел и Рене Касадос.

## Сюжет
В своята младост Аурора е сгодена за Антонио Муриета, който много я обича. Сестрата на Аурора, Джесабел, виждайки нейното щастие, е изпълнена с ревност, която я кара да измисли немислимото с намерението да я унищожи. В пика на негодуванието си Джесабел оставя Аурора в ръцете на зидар с прякора Ел Пинтас, който я изнасилва. Аурора забременява и ражда сина си момченце, което кръщава Габриел. Манипулациите и лъжите на Джесабел карат Антонио да изостави Аурора, с Габриел на ръце, в деня на сватбата им. Заслепен от сексизма си, Мигел, бащата на Аурора, грабва сина ѝ от нея и го дава на Паскуал Сантос, който го отглежда със съпругата си Виктория.
Двадесет и девет години по-късно Габриел се казва Анхел Сантос, скромен и образован мъж, възпитан в най-силните семейни ценности. Съдбата свързва живота на Анхел с Елена Муриета, дъщерята на Антонио. Елена е идеалистична и предприемчива млада жена, която започва работа в Корпорация „Камперо“ като маркетинг мениджър. Анхел и Елена се влюбват, но тя е приятелката на Демян, сина на Йесабел, който е наследил от майка си способността да манипулира и поради амбицията си е готов да мине през всеки, дори през собственото си семейство.
Въпреки всички изминали години, Аурора не губи надежда да намери сина си Габриел и открива, че може да обича отново благодарение на Хулио Сесар Рей, адвокат в корпорацията, на която тя е президент. Въпреки това, завръщането на Антонио в живота на Аурора, като партньор акционер на компанията, ще върне спомените за предателството и болката от момента, в който той я оставя пред олтара.

## Актьори
- Наталия Есперон – Аурора Камперо Наваро
- Хорхе Салинас – Антонио Муриета
- Рафаел Новоа – Хулио Сесар Рей
- Паулина Матос – Елена Муриета
- Мойсес Пенялоса – Анхел Сантос / Габриел Муриета Камперо
- Хосе Пабло Минор – Демян Морга Камперо
- Марисол дел Олмо – Джесабел Камперо
- Леонардо Даниел – Мигел Камперо
- Хуан Пабло Хил – Едгар Баутиста
- Пабло Гарсия – Луис Алберто Рей Париси
- Педро Сикард – Фабрисио Морга Карбайо
- Рене Касадос – Хувентино Масиас "Ел Пинтас"
- Росио Вердехо – Патрисия Хил Лопес дел Вайе де Муриета
- Лихия Уриарте – Бриана Керол Хил
- Габриела Риверо – Виктория Бония Меркадо де Сантос
- Роберто Бландон – Паскуал Сантос Флорес
- Нубия Марти – Есперанса Кастро де Калварио
- Хуан Бернардо Флорес – Моториста
- Сантяго Дуран – Гуаги
- Себастиан Фулио – Вампи
- Габриела Карийо – Касандра Авила Виляреал
- Пако Руеда – Глорио Гонсалес
- Присила Солорио – Маги Перес
- Кристиан Рамос – Акилес Амор
- Лало Паласиос – Моро
- Марко Кордеро – Фабрисио Морга Карбайо (млад)
- Алексис Кабайос – Антонио Муриета (млад)
- Валерия Флориан – Аурора Камперо (млада)
- Даниела Кортес – Джесабел Камперо (млада)
- Кристофър Валенсия – Паскуал Сантос Флорес (млад)

## Премиера
Премиерата на „Ангелът на Аурора“ е на 29 юли 2024 г. по Las Estrellas. Последният 136 епизод е излъчен на 2 февруари 2025 г.
| Година | Излъчване              | Брой епизоди | Премиера    | Премиера         | Финал           | Финал            |
| Година | Излъчване              | Брой епизоди | Дата        | Зрители (в млн.) | Дата            | Зрители (в млн.) |
| ------ | ---------------------- | ------------ | ----------- | ---------------- | --------------- | ---------------- |
| 2024   | понеделник-петък 16:30 | 136          | 29 юли 2024 |                  | 2 февруари 2025 |                  |

## Продукция
На 25 март 2024 г. изпълнителният продуцент Рой Рохас обявява заглавието на теленовелата. Това е първата му теленовела като единствен изпълнителен продуцент на продукцията. Записите започват на 10 май 2024 г., като се осъществяват във Форум 11 на Телевиса Сан Анхел, както и на различни локации в град Мексико и в Атлиско, Пуебла.

### Кастинг
На 15 април 2024 г. е съобщено, че Наталия Есперон, Хорхе Салинас и Рафаел Новоа ще изпълняват главните роли. Няколко дни по-късно е обявено, че Паулина Матос, Мойсес Пенялоса и Хосе Пабло Минор се присъединяват към актьорския състав.

## Версии
- Момиченце, мексиканска теленовела от 1986 г., създадена от Рикардо Рентерия, режисирана от Хулио Кастийо и продуцирана от Карлос Тейес за Телевиса, с участието на Лурдес Мунгия, Гонсало Вега и Талина Фернандес.